# II liga polska w piłce nożnej (1949)
II liga 1949 – 1. edycja rozgrywek ogólnokrajowych drugiego poziomu ligowego piłki nożnej mężczyzn w Polsce. Wzięło w nich udział 20 drużyn, grając w dwóch grupach systemem kołowym. Sezon ligowy rozpoczął się 20 marca 1949, ostatnie mecze rozegrano w listopadzie 1949.
| Poziomy rozgrywkowe w sezonie 1949 | Poziomy rozgrywkowe w sezonie 1949 | Poziomy rozgrywkowe w sezonie 1949 |
| Rozgrywki                          | P                                  | Nazwa                              |
| ---------------------------------- | ---------------------------------- | ---------------------------------- |
| Centralne                          | I                                  | I liga                             |
| Centralne                          | II                                 | II liga                            |
| Okręgowe (20 okręgów)              | III                                | A klasa                            |
| Okręgowe (20 okręgów)              | IV                                 | B klasa                            |
| Okręgowe (20 okręgów)              | V                                  | C klasa                            |

## Rozgrywki
Liga podzielona została na dwie grupy, podzielone geograficznie. Z tym, że w latach nieparzystych podział był północ-południe, a w latach parzystych wschód-zachód.
Drużyny zostały uznaniowo rozdzielone na dwie grupy, a następnie spadkowicze z I ligi zostali dolosowani do grup (dlatego Garbarnia grała w grupie północnej).
Uczestnicy obu grup rozegrali po 18 kolejek ligowych (razem po 90 spotkań) w dwóch rundach – wiosennej i jesiennej.
Mistrzowie grup II ligi uzyskali awans do I ligi, a zespoły z miejsc 9–10 spadły do klasy A.

### Grupa północna – tabela
| Lp. | Drużyna                      | M  | Z  | R | P  | Bramki | Bramki | Stos. | Pkt | Uwagi                            |
| --- | ---------------------------- | -- | -- | - | -- | ------ | ------ | ----- | --- | -------------------------------- |
| 1   | Garbarnia Kraków (A)         | 18 | 15 | 3 | 0  | 63     | 14     | 4,500 | 33  | Awans do I ligi                  |
| 2   | KS Lublinianka               | 18 | 12 | 1 | 5  | 43     | 35     | 1,229 | 25  | Przeniesiona do grupy wschodniej |
| 3   | Radomiak Radom               | 18 | 8  | 5 | 5  | 36     | 23     | 1,565 | 21  | Przeniesiona do grupy zachodniej |
| 4   | Pomorzanin Toruń             | 18 | 9  | 2 | 7  | 47     | 28     | 1,679 | 20  | Przeniesiona do grupy zachodniej |
| 5   | Ostrovia Ostrów Wielkopolski | 18 | 10 | 0 | 8  | 47     | 35     | 1,343 | 20  | Przeniesiona do grupy zachodniej |
| 6   | Bzura Chodaków               | 18 | 5  | 6 | 7  | 31     | 29     | 1,069 | 16  | Przeniesiona do grupy zachodniej |
| 7   | Widzew Łódź                  | 18 | 6  | 4 | 8  | 19     | 29     | 0,655 | 16  | Przeniesiona do grupy zachodniej |
| 8   | Gwardia Szczecin             | 18 | 6  | 2 | 10 | 34     | 43     | 0,791 | 14  | Przeniesiona do grupy zachodniej |
| 9   | PTC Pabianice (S)            | 18 | 3  | 5 | 10 | 22     | 47     | 0,468 | 11  | Spadek do klasy A                |
| 10  | Ognisko Siedlce (S)          | 18 | 0  | 4 | 14 | 12     | 71     | 0,169 | 4   | Spadek do klasy A                |

### Grupa południowa – tabela
| Lp. | Drużyna               | M  | Z  | R | P  | Bramki | Bramki | Stos. | Pkt | Uwagi                            |
| --- | --------------------- | -- | -- | - | -- | ------ | ------ | ----- | --- | -------------------------------- |
| 1   | Górnik Radlin (M) (A) | 18 | 15 | 0 | 3  | 75     | 21     | 3,571 | 30  | Awans do I ligi                  |
| 2   | Tarnovia Tarnów       | 18 | 12 | 4 | 2  | 52     | 16     | 3,250 | 28  | Przeniesiona do grupy wschodniej |
| 3   | Naprzód Lipiny        | 18 | 9  | 5 | 4  | 34     | 25     | 1,360 | 23  | Przeniesiona do grupy wschodniej |
| 4   | Skra Częstochowa      | 18 | 7  | 3 | 8  | 33     | 37     | 0,892 | 17  | Przeniesiona do grupy wschodniej |
| 5   | Baildon Katowice      | 18 | 6  | 4 | 8  | 28     | 35     | 0,800 | 16  | Przeniesiona do grupy wschodniej |
| 6   | KS Chełmek            | 18 | 5  | 5 | 8  | 31     | 45     | 0,689 | 15  | Przeniesiona do grupy wschodniej |
| 7   | Polonia Świdnica      | 18 | 6  | 2 | 10 | 28     | 43     | 0,651 | 14  | Przeniesiona do grupy zachodniej |
| 8   | Polonia Przemyśl      | 18 | 3  | 7 | 8  | 27     | 45     | 0,600 | 13  | Przeniesiona do grupy wschodniej |
| 9   | Pafawag Wrocław (S)   | 18 | 5  | 2 | 11 | 25     | 45     | 0,556 | 12  | Spadek do klasy A                |
| 10  | Gwardia Kielce (S)    | 18 | 5  | 2 | 11 | 28     | 49     | 0,571 | 12  | Spadek do klasy A                |

## Baraż o mistrzostwo II ligi
Po zakończeniu sezonu rozegrano mecze o tytuł mistrza II ligi między zwycięzcami obu grup (co miało znaczenie wyłącznie prestiżowe i statystyczne). Pierwotnie zaplanowano dwa spotkania (na boiskach w Radlinie i Krakowie), jednak nie dały one rozstrzygnięcia – wynik dwumeczu to 4:4. Ponieważ nie premiowano wówczas większej liczby bramek zdobytych na wyjeździe, a w razie remisu przewidywano dodatkowy mecz, rozegrano decydujące spotkanie na terenie neutralnym w Sosnowcu. Również w nim padł remis (2:2), a o losie tytułu mistrzowskiego zadecydowała dogrywka.
| Drużyna 1                            | Wynik trójmeczu | Drużyna 2        | Pierwszy mecz | Drugi mecz | Trzeci mecz |
| ------------------------------------ | --------------- | ---------------- | ------------- | ---------- | ----------- |
| Górnik Radlin                        | 8:7 pd.         | Garbarnia Kraków | 4:2           | 0:2        | 4:3         |
| Po lewej gospodarz pierwszego meczu. |                 |                  |               |            |             |

Górnik Radlin uzyskał tytuł najlepszej drużyny II ligi sezonu 1949.